# Jar of Flies
Albums de Alice in Chains
Dirt
(1992) Alice in Chains
(1995)
Singles
1. No Excuses
Sortie : février 1994
2. I Stay Away
Sortie : mai 1994
3. Don't Follow
Sortie : octobre 1994

Jar of Flies est le troisième EP du groupe de rock américain Alice in Chains. Il est sorti le 25 janvier 1994 sur le label Columbia Records et fut produit par le groupe. 
Il est le premier EP de l'histoire de la musique à atteindre la première place au Billboard avec des ventes qui dépassant les 141 000 exemplaires aux États-Unis et il est bien accueilli par la critique. L'EP a depuis été certifié quadruple disque de platine par la RIAA, vendu à plus de quatre millions d'exemplaires dans le monde, faisant de Jar of Flies l'un des opus les plus vendus d'Alice in Chains. Jar of Flies fut vendu principalement sous forme de double EP avec Sap. 

## Contexte et enregistrement
Après une vaste tournée du groupe pour la promotion de l'album Dirt en 1993 ainsi qu'une performance au Lollapalooza, les membres du groupe sont rentrés chez eux à Seattle pour se retrouver expulsés de leur résidence après avoir omis de payer le loyer. Le groupe a ensuite emménagé au London Bridge Studio dans un sentiment de solitude et de dépression. Le chanteur Layne Staley a déclaré que le groupe « voulait juste aller en studio pour quelques jours avec nos guitares acoustiques et voir ce qui se passait. Nous n'avons jamais prévu d'enregistrer de la musique à l'époque. Mais le label a écouté et ils ont vraiment aimé. Pour nous, c'était juste l'expérience de quatre gars qui se réunissent dans un studio pour faire de la musique. »
Écrit et enregistré en une semaine en septembre 1993, Jar of Flies a été produit par les membres du groupe eux-mêmes avec Toby Wright, et marque le premier vrai enregistrement avec le bassiste Mike Inez (le groupe a enregistré deux chansons avec Inez, What the Hell Have I et A Little Bitter.)

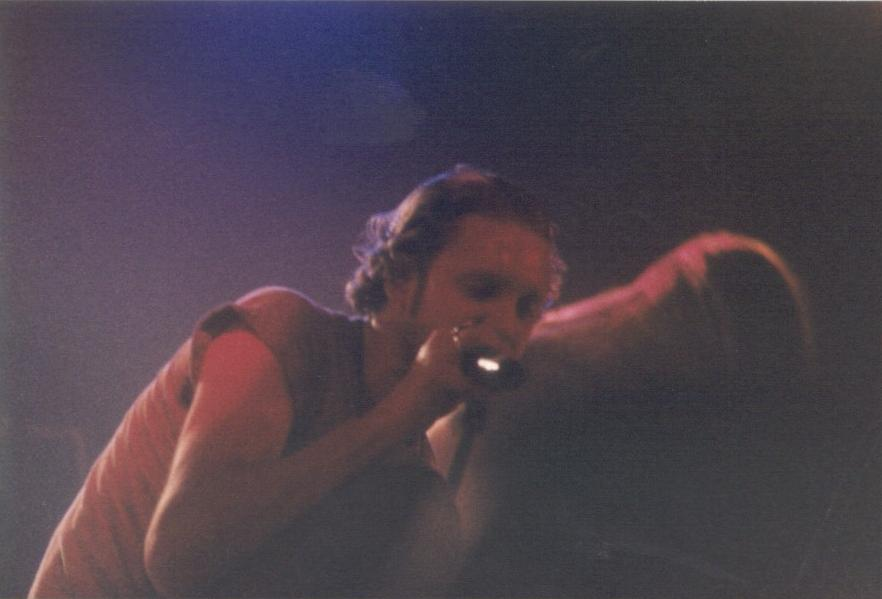
Le groupe en concert à Boston, Massachusetts, en 1992.

Selon Staley, le titre de l'album est venu d'une expérience scientifique que Cantrell a effectuée en troisième année : « Ils lui ont donné deux jarres pleines de mouches. L'une était suralimentée, l'autre sous-alimentée. Dans celle qui était suralimentée, toutes les mouches sont mortes. Dans celle qui était sous-alimentée, les mouches étaient encore vivantes. Je suppose qu'il y a un message quelque part. Évidemment cette expérience a eu un grand impact sur Jerry. »

## Musique et paroles
Jar of Flies démontre bien la diverse palette musicale d'Alice in Chains et propose une variété de chansons principalement acoustiques allant de sombres et dépressives comme Rotten Apple et Nutshell aux hymnes plus optimistes comme No Excuses. Il repose également sur divers instruments qui ne sont pas ordinaires chez Alice in Chains : le morceau d'ouverture, Rotten Apple, fait  usage d'une talkbox (bien que cette dernière soit déjà présente sur Man in the Box), tandis que Don't Follow comporte un harmonica. Toutefois, la guitare électrique de Cantrell ainsi que son style musical jouent toujours un rôle de premier plan en correspondance avec les rythmes acoustiques. Whale & Wasp offre également un titre instrumental, chose rare chez Alice in Chains, et des influences blues et country sont évidentes sur le titre Swing On This, qui clôt l'EP.

## Sortie et réception
Alors qu'il n'a jamais été prévu à l'origine pour une diffusion publique, Columbia Records sort Jar of Flies le 25 janvier 1994. Ce dernier atteint la première place au Billboard 200 avec des ventes qui dépassent les 141 000 exemplaires et devient le premier EP à atteindre la première places du Billboard. Ce fut le premier EP à réaliser cette prouesse jusqu'en 2004, année au cours de laquelle est sorti le mashup de Jay-Z et de Linkin Park, Collision Course ayant atteint la 1re place du Billboard 200, dix ans après Jar of Flies. Jar of Flies a depuis été certifié triple disque de platine, avec plus de 2 037 853 exemplaires vendus au cours de sa première année et un million de plus les deux années suivantes. Paul Evans de Rolling Stone l'a décrit comme « magnifiquement sombre » et Steve Huey a déclaré : « Jar of Flies est un produit étonnamment discret, douloureusement magnifique [avec] des harmonies tristes ».
Jar of Flies inclut les singles No Excuses et I Stay Away, qui tous les deux ont bénéficié d'un clip. No Excuses a atteint les premières places sur les Mainstream Rock charts, étant la chanson d'Alice in Chains qui a obtenu le plus grand succès sur les ondes radios jusqu'à 2009. Le deuxième single, I Stay Away, atteint la 10e place sur les Mainstream Rock charts, tandis que le dernier single, Don't Follow, n'atteint que la 25e place. Le dernier single de l'EP est un exercice audacieux pour un groupe orienté grunge : le titre instrumental Whale & Wasp sort comme single promotionnel en janvier 1995. I Stay Away a été nommé pour un Grammy Award de la meilleure performance hard rock en 1995.
En novembre 2011, Jar of Flies a été classé 4e sur la liste des dix meilleurs albums de 1994 par Guitar World.

## Liste des titres
| No | Titre         | Paroles      | Musique                     | Durée |
| -- | ------------- | ------------ | --------------------------- | ----- |
| 1. | Rotten Apple  | Layne Staley | Jerry Cantrell, Mike Inez   | 6:58  |
| 2. | Nutshell      | Staley       | Cantrell, Inez, Sean Kinney | 4:19  |
| 3. | I Stay Away   | Staley       | Cantrell, Inez              | 4:14  |
| 4. | No Excuses    | Cantrell     | Cantrell                    | 4:15  |
| 5. | Whale & Wasp  | Instrumental | Cantrell                    | 2:37  |
| 6. | Don't Follow  | Cantrell     | Cantrell                    | 4:22  |
| 7. | Swing On This | Staley       | Cantrell, Inez, Kinney      | 4:04  |

## Composition du groupe pour l'enregistrement
- Jerry Cantrell : guitares, chant principal (4, 6), chœurs
- Layne Staley : chant
- Sean Kinney : batterie, percussions
- Mike Inez : guitare basse, guitare acoustique, chœurs

## Musiciens additionnels
- April Acevez : violon alto.
- Rebecca Clemons- Smith: violon.
- Justine Foy: violoncelle.
- Matthew Weiss : violon.
- David Atkinson : harmonica.
- Randy Biro : chœurs.
- Darell Peters: chœurs.

## Charts et certifications
| Pays             | Durée du classement | Meilleur classement |
| ---------------- | ------------------- | ------------------- |
| Allemagne        | 13 semaines         | 25e                 |
| Autriche         | 7 semaines          | 22e                 |
| Canada           | 34 semaines         | 5e                  |
| États-Unis       | 59 semaines         | 1er                 |
| Norvège          | 6 semaines          | 7e                  |
| Nouvelle-Zélande | 11 semaines         | 1er                 |
| Pays-Bas         | 9 semaines          | 17e                 |
| Royaume-Uni      | 6 semaines          | 4e                  |
| Suède            | 6 semaines          | 6e                  |
| Suisse           | 3 semaines          | 31e                 |

| Pays             | Certification | Ventes      | Date       |
| ---------------- | ------------- | ----------- | ---------- |
| Canada           | 2 × Platine   | 200 000 +   | 31/08/1998 |
| États-Unis       | 4 × Platine   | 4 000 000 + | 05/08/1922 |
| Nouvelle-Zélande | Platine       | 15 000 +    | 24/04/1994 |
| Royaume-Uni      | Argent        | 60 000 +    | 01/01/1995 |

### Singles
| Année | Single       | Chart                  | durée du classement | Position |
| ----- | ------------ | ---------------------- | ------------------- | -------- |
| 1994  | No Excuses   | Radio Songs            | 15 semaines         | 48e      |
| 1994  | No Excuses   | Mainstream Rock Tracks | 26 semaines         | 1er      |
| 1994  | No Excuses   | Alternative Songs      | 16 semaines         | 3e       |
| 1994  | No Excuses   | RPM Top Singles        | 15 semaines         | 17e      |
| 1994  | I Stay Away  | Rock Tracks            | 26 semaines         | 10e      |
| 1994  | Don't Follow | Rock Tracks            | 7 semaines          | 25e      |